# Вікіпедія мовою пап'яменто
Вікіпедія мовою пап'яменто (пап'ям. Wikipedia) — розділ Вікіпедії мовою пап'яменто. Створена у 2006 році. Вікіпедія мовою пап'яменто станом на 19 серпня 2025 року містить 4838 статей, 16 850 зареєстрованих користувачів, 30 активних дописувачів, 5 адміністраторів
. Загальна кількість сторінок у Вікіпедії мовою пап'яменто — 10 098, редагувань — 168 932, мультимедійні файли відсутні
. Глибина (рівень розвитку мовного розділу) Вікіпедії мовою пап'яменто мала і становить 19.8 пунктів
. 

## Історія
- Вересень 2007 — створена 100-та стаття[3].
- Грудень 2010 — створена 1 000-на стаття[3].